# 1465 Автонома
1465 Автонома (1465 Autonoma) — астероїд головного поясу, відкритий 20 березня 1938 року.
Тіссеранів параметр щодо Юпітера — 3,198.